# Incidente de la isla Decepción
El incidente de la isla Decepción ocurrió el 15 de febrero de 1953 cuando 35 Royal Marines del Reino Unido desembarcaron fuertemente armados en la isla Decepción de las Islas de la Buena Nueva en la Antártida, apresando a dos marinos de un refugio de Argentina, destruyendo la edificación argentina y otro refugio de Chile ubicado en las cercanías. La acción ocurrió como respuesta a la instalación del refugio argentino y con la misión de expulsar a sus ocupantes.

## Desarrollo

### Contexto: disputas territoriales
Argentina realizó en la isla Decepción su toma de posesión formal del territorio continental antártico entre los 25° y 68° 34" oeste el 8 de febrero de 1942, mediante el depósito de un cilindro que contenía un acta, y el pintado de una bandera argentina sobre las paredes de la abandonada estación ballenera Hektor de Noruega (Hektor Hvalfangststasjon). El acto fue realizado por una expedición al mando del capitán de fragata Alberto J. Oddera en el transporte ARA 1° de Mayo. El 8 de enero de 1943 personal del barco británico HMS Carnarvon Castle destruyó las evidencias de la toma de posesión argentina: borró la bandera pintada, dejó escrito que la construcción era de propiedad del Gobierno británico, y envió a Buenos Aires el acta. El ministro de Relaciones Exteriores argentino replicó que su país consideraba sus derechos antárticos como herencia de España. El 5 de marzo de ese año el ARA 1° de Mayo removió la bandera británica y repintó en las paredes los colores argentinos.
Durante la Segunda Guerra Mundial el Reino Unido envió en el marco de la Operación Tabarín los barcos HMS Williant Scoresby y SS Fitzroy, que el 3 de febrero de 1944 establecieron una base permanente en la isla, la Base B Isla Decepción (Station B — Deception Island) en la bahía Balleneros, removiendo nuevamente la bandera argentina. La base ocupó las instalaciones de la Hektor Hvalfangststasjon, la antigua estación ballenera de la isla.
En la campaña de verano de 1947-1948 la Armada Argentina inauguró el 19 de noviembre de 1947 el refugio Caleta Péndulo en Puerto Foster y el 25 de enero de 1948 inauguró su Destacamento Naval Decepción en bahía Fumarolas. En esa campaña también fueron construidas en la isla Decepción la baliza Grumete y otra sin nombre, y se ejerció poder de policía marítima al inspeccionar y autorizar al buque noruego Brategg a permanecer en la isla. El 3 de enero de 1953 Argentina inauguró el refugio naval Thorne en la bahía Telefón de Puerto Foster.

### Antecedentes inmediatos
El 1 de febrero de 1952 había ocurrido el incidente de la bahía Esperanza, que se convirtió en el primer tiroteo bélico en la Antártida, cuando un equipo de costa de la Armada Argentina, luego de realizar una advertencia, disparó ráfagas de ametralladora sobre un equipo civil del Falkland Islands Dependencies Survey del Reino Unido que descargaba materiales del barco HMS John Biscoe con la intención de restablecer la Base D (incendiada en 1948) y lo obligó a reembarcar. Luego del incidente, el Gobierno argentino anunció una progresiva ocupación de la región antártica.
El Foreign Office había enviado anteriormente a 1953 un telegrama al gobierno argentino en Buenos Aires quejándose de una «incursión armada en las aguas y territorios británicos» e informando que la presencia de buques y tropas navales argentinas eran «un acto de agresión indefendible». Para Winston Churchill, primer ministro del Reino Unido, la presencia argentina en el Atlántico Sur y la Antártida era «una ruptura de la soberanía británica que valía una respuesta muscular». El Reino Unido consideraba que los actos argentinos en la isla Decepción eran una invasión.
Churchill, en su segundo período de primer ministro, estaba tan preocupado de que Argentina tuviera intenciones militaristas en las islas Malvinas y otros territorios considerados británicos en el Atlántico Sur que envió una fragata de la Marina Real británica, HMS Snipe, desde Portsmouth hacia las islas. En una nota a los jefes de Defensa, Churchill dijo:

Ciertamente una fragata debe ser mantenida en las cercanías de las islas Falklands... No me había dado cuenta de que vuestros recursos estaban tan constreñidos que aún una Compañía improvisada no pueda ser enviada a Puerto Stanley.

Entre el 17 de enero y febrero de 1953 el barco argentino ARA Chiriguano, había establecido una cabaña con víveres, combustibles y cuatro camas, una tienda de campaña y una bandera en la isla Decepción, a unos 300-400 metros de la base británica. Ubicado en la caleta Balleneros, el Refugio Teniente Lasala fue habitado por personal del ARA Chiriguano, quedando en él un sargento y un cabo de la Armada Argentina. Jorge Chihigaren, capitán argentino, era el encargado del refugio. Cuando el gobierno británico se enteró, lo tomó como una provocación y el 30 de enero de 1953 envió un telegrama al Gobierno colonial de las Malvinas ordenando la detención y deportación de los argentinos. Para asegurar la sorpresa y prevenir un posible derramamiento de sangre, ninguna nota de protesta fue enviada por el Reino Unido al gobierno argentino. El personal de la base británica envió quejas verbales y notas de protesta al personal argentino por el refugio indicando que estaban «en tierras de Su Majestad Británica».
Unos días después de la instalación del refugio llegó a las islas la fragata británica HMS Bighbury Bay que fondeó en la caleta Balleneros, desembarcando a un oficial que se dirigió al refugio. El oficial era un teniente de navío que llegaba por orden del gobernador colonial británico de las islas Malvinas (que se encontraba a bordo) para discutir las razones de la ocupación argentina «sin autorización de Su Majestad la Reina», y pidiendo al equipo argentino desalojar las islas por ser «inmigrantes sin autorización». Los argentinos respondieron que no reconocían la autoridad británica sobre islas argentinas y rechazaron abandonar el refugio. El oficial británico respondió que a una hora determinada una lancha pasaría a retirarlos.
Luego llegó a las islas el buque argentino ARA Punta Ninfas, que fue notificado de las protestas británicas. Al mismo tiempo volvió el HMS Bighbury Bay, provocando que los argentinos enviaran una nota de protesta que fue rechazada por el comandante británico de la fragata. Chihigaren, encargado del refugio, había partido días antes del ataque británico hacia la Base Decepción con el objetivo de solicitar ayuda para reparar los transmisores de radio. No había podido regresar al refugio a tiempo por un temporal. Para entonces, la embajada británica en Buenos Aires había enviado distintas notas de protesta por la existencia del refugio, donde Argentina había contestado que desconocía a las autoridades británicas de las Malvinas «por ser territorio argentino».

### Ataque
El 15 de febrero al mediodía desembarcaron en la isla un teniente, un mayor y 35 infantes de marina de la fragata británica HMS Bigbury Bay (o HMS Snipe, según otras fuentes) provenientes de la península de Corea armados con subfusiles Sten, rifles con bayonetas y gas lacrimógeno, apresando y deportando a los dos suboficiales de marina argentinos. Ellos eran los únicos presentes en el refugio y parecían, según documentación británica, ser «resignados» y estar contentos de ser enviados de vuelta a casa en el continente. Junto a los soldados británicos viajaba a bordo el jefe de la policía británica de las islas Malvinas y otro oficial policial. Los argentinos no ofrecieron resistencia y fueron revisados por armas. A bordo del barco estaba el gobernador colonial británico Colin Campbell.
En el momento del ataque, uno de los suboficiales argentinos estaba cocinando y el otro derritiendo nieve hasta que golpearon la puerta del refugio. Era un agente de policía británico que hablaba en correcto idioma español porque había residido varios años en la provincia de Santa Cruz, y después se había radicado en las Malvinas. Les pidió el pasaporte y la visa «para estar en territorio británico». Los argentinos rechazaron hacer eso alegando que estaban en territorio argentino. Entonces, el policía les explicó que tenía orden del juez de Malvinas «de detener a todos los habitantes extranjeros en la posesión británica que no tengan la visa correspondiente». El policía los arrestó y pidió colaboración de las fuerzas armadas británicas. Los infantes de marina luego capturaron los equipos, documentos e instrumental científico del refugio.
El refugio argentino y un cercano refugio chileno deshabitado (construido también en 1953 y a 100 metros del argentino) fueron destruidos y los marinos argentinos fueron entregados a un barco de ese país el 18 de febrero en Grytviken en las islas Georgias del Sur. Un destacamento británico permaneció tres meses en la isla mientras la fragata patrulló sus aguas hasta abril. Posteriormente ambos gobiernos convinieron en no interferir entre las bases de uno y otro.
Chihigaren regresó días después a la caleta Balleneros en avión y vio al jefe de la base británica junto a otras personas en el sitio donde ya no estaba el refugio argentino. Un mayor de la Royal Marine le explicó que pisaba tierra de Su Majestad Británica, que la casilla fue desmantelada y que podía retirar los equipos, elementos y pertenencias de los marinos argentinos. También le explicaron que iban a incinerar los restos de las estructuras argentinas y chilenas. Preguntando por sus compañeros, los británicos respondieron que fueron embarcados y trasladados a tierra por ser considerados ciudadanos civiles presentes en posesiones británicas sin autorización. También explicaron que los objetos de valor fueron inventariados para ser devueltos (incluyendo la bandera argentina) y se negaron a explicar donde estaban los argentinos detenidos en ese momento.
El mayor británico explicó que los suboficiales argentinos fueron considerados civiles y no militares y fueron detenidos por la autoridad civil «para no complicar la situación».
Chihigaren, acompañado por el Teniente de Navío de apellido Rodríguez Blanco y otros soldados argentinos, se dirigieron al sitio del refugio. A unos cincuenta metros, en un semicírculo y en posición de cuerpo a tierra se encontraban, alrededor de 20 infantes de marina británicos con armamento y apuntándonos a los argentinos. La casilla estaba desarmada y los paneles y techo estaban apilados prolijamente junto a las pertenencias personales de los marineros. También se encontraba allí la carpa y los víveres. No estaban allí la bandera argentina, el mástil, los elementos meteorológicos, el trasmisor ni el generador. Lo mismo se había realizado con la casilla chilena.
Los argentinos abandonaron el sitio en avión y se comunicaron rápidamente por radio con la base Decepción y el Comandante de la Fuerza de Tareas Antárticas (FTA). Rápidamente llegaron a la base los buques ARA Bahía Aguirre, ARA Bahía Buen Suceso, ARA Chiriguano, ARA Diaguita y ARA Punta Ninfas. Chihigaren sube al Bahía Buen Suceso donde es enviado a la cámara del comandante de la FTA, donde se reunieron todos los comandantes subordinados y el jefe del Estado Mayor de la FTA, el Capitán de Fragata Héctor Etchehebere. Los comandantes informaron que tenían información de Buenos Aires sobre los hechos, que se sabía que un ataque británico iba a ocurrir y por eso estaban zarpando fuerzas hacia la isla Decepción para concentrarse. El capitán Etchehebere anunció una visita a la base británica para hacer una protesta formal y enérgica.
La nota explicaba que Argentina reclamaba muy fuertemente sobre el atropello británico y que se iba a abstener de hacer uso de la fuerza, en virtud de la tradicional amistad argentina-británica y reafirmaba la soberanía argentina sobre la isla.
En Buenos Aires, el mismo día del ataque, la Cancillería recibió el tercer reclamo hecho por la embajada británica que tenía forma de ultimátum. Este había sido enviado después de la destrucción del refugio.
Luego de permanecer varios días en las Georgias del Sur en calidad de detenidos, los dos suboficiales argentinos fueron embarcados en el buque tanque Quilmes de la Compañía Argentina de Pesca hacia a la entrada del Río de la Plata. Allí fue a buscarlos un barco de la Base Naval Río Santiago.

### Reacciones
Cuando el gobierno argentino se enteró del ataque, ordenó a las Fuerzas Armadas establecer la situación de apresto. Se cortaron las licencias y se prepararon las condiciones de alerta. La Armada estuvo lista para zarpar hacia la Antártida. También hubo una reunión de gabinete donde se consideró un avance. El Ministerio de Marina informó que en las Malvinas, el Reino Unido había concentrado una gran flota en el mes de febrero. La información se había obtenido del Servicio de Inteligencia Naval y se estimaba que sería muy superior a las fuerzas argentinas e incluían un portaviones. También se supo que había un numeroso grupo embarcado de Royal Marines. Debido a esto, el gobierno argentino decidió limitarse a reclamos desde la Cancillería.
Tiempo después, el Reino Unido entregó a la Armada Argentina el equipamiento del refugio y los elementos personales de los tres suboficiales. La bandera argentina fue donada al Instituto Nacional Browniano, donde se exhibe con la inscripción: «Bandera que perteneció al refugio Cándido de la Sala, ocupado ilegalmente por los ingleses en febrero de 1953».
El barco británico HMS Snipe, y luego también el HMS Bigbury Bay, permanecieron patrullando las aguas de la isla Decepción hasta mediados de abril de 1953, y un destacamento de Royal Marines se quedó en la isla durante tres meses.